# Kaugummitastatur

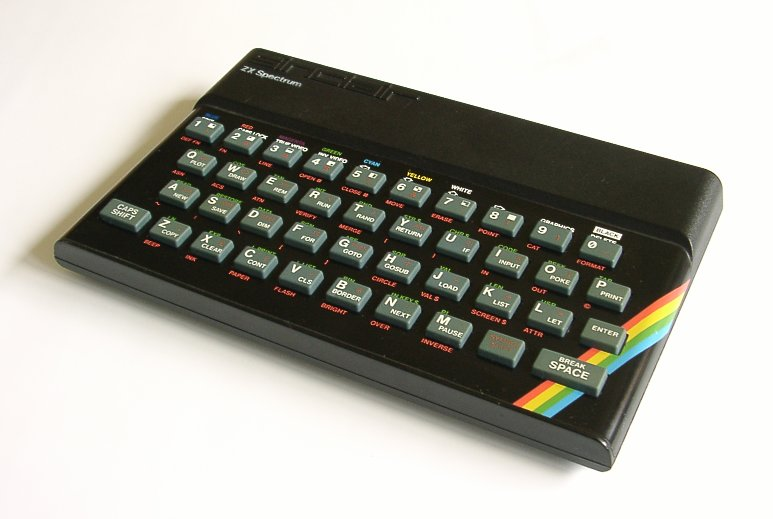
Der historische Homecomputer ZX Spectrum von Sinclair mit Radiergummitastatur

Kaugummitastatur (englisch chiclet keyboard) ist eine Bezeichnung für ein Merkmal der äußeren Erscheinung von Tastaturen. Zum einen gibt es Computertastaturen mit konventionellem Innenleben, bei denen es sich um ein bloßes Designmerkmal handelt; siehe Inseltastatur. Zum anderen gibt es die auch (Radier)gummitastatur genannte Technik, die im Folgenden beschrieben wird. Das Chiclet-Design hat seine Bezeichnung vom konstruktiven Aufbau.
Diese Art der Tastatur ist eher bei Taschenrechnern, Telefonen oder Fernbedienungen verbreitet, auch wenn es in den 1980er Jahren einige damit ausgestattete Computer gab, beispielsweise die erste Version des IBM PCjr oder den Sinclair ZX Spectrum.

## Aufbau

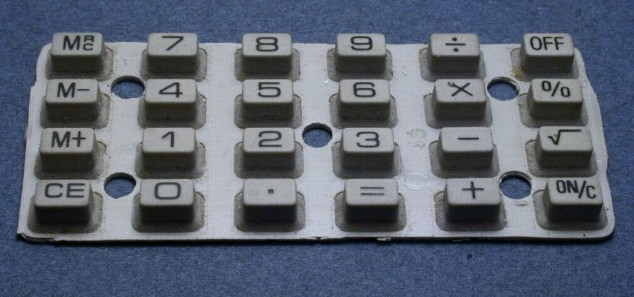
Tastaturmatte

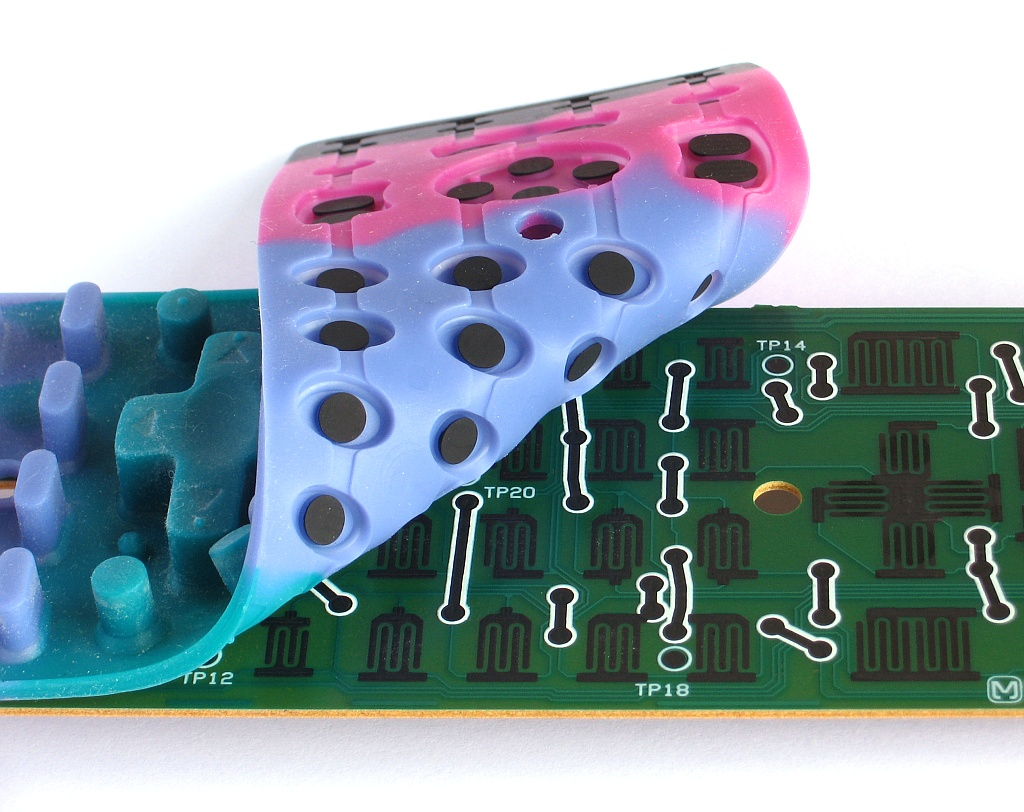
Die schwarzen Punkte sind elektrisch leitfähig.

Alle Knöpfe der Gummitastatur sind aus einem Gummistück (siehe Bild) gefertigt. Sie bilden eine Art Matte, die bei der Fertigung in den Gehäusedeckel eingelegt wird, welcher einzelne Aussparungen für die Knöpfe enthält. An der Rückseite der Knöpfe befindet sich ein leitfähiges Polymer oder Leitgummi, das den Kontakt zwischen Leiterbahnen einer unter der Matte liegenden Leiterplatte herstellt (siehe Bild, die Leiterbahnen dort sind schwarz).

## Beschaffenheit

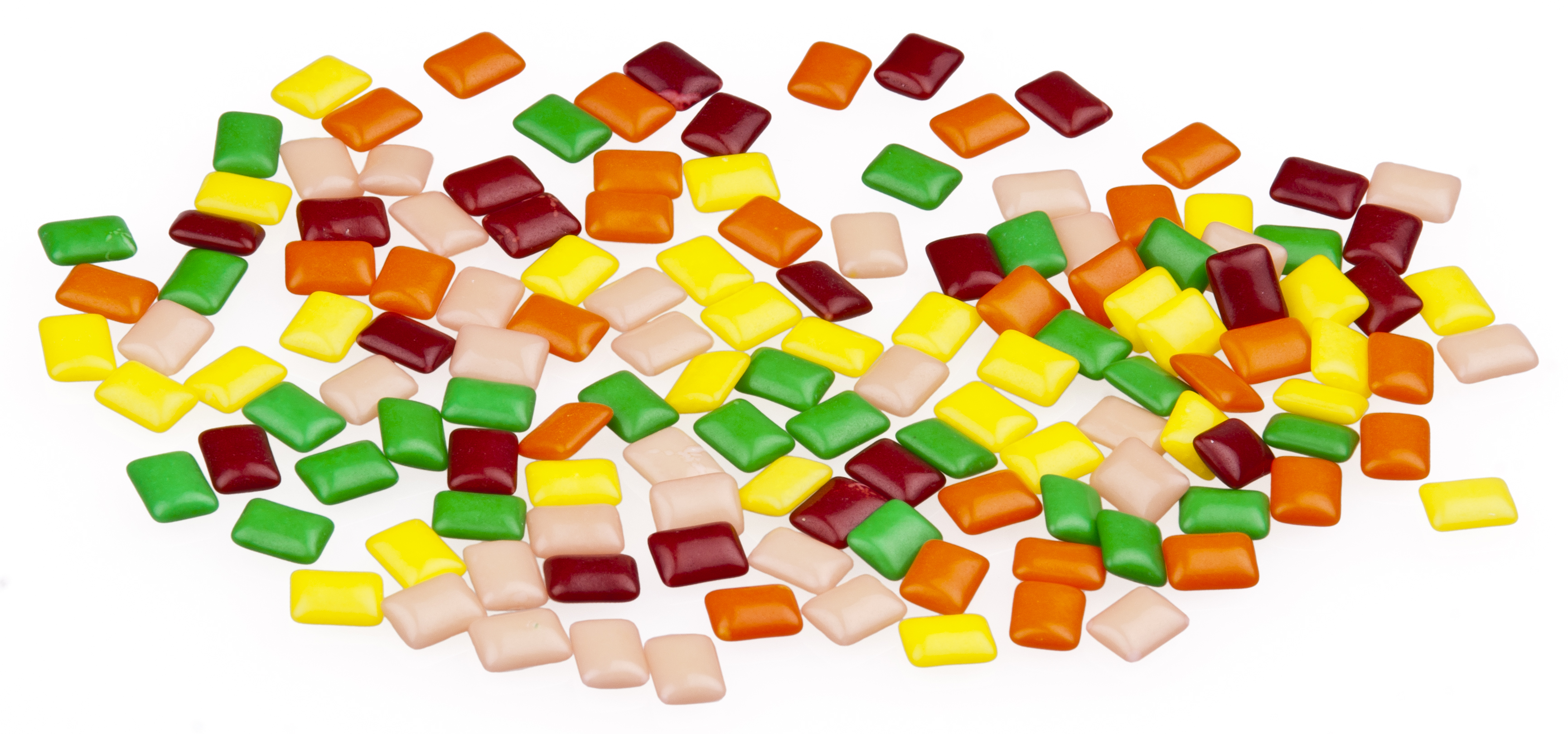
Die Form der im Englischen Chiclets genannten Kaugummis stand Pate für den Namen.

Der umgangssprachliche Name Kaugummitastatur stammt von den kleinen, rechteckigen Tasten, die an bestimmte Kaugummisorten (siehe Bild) erinnern. Die Tasten haben zwar einen je nach Ausführung mehr oder weniger spürbaren Druckpunkt, wodurch sie sich positiv von Folientastaturen ohne Druckpunkt abheben, dennoch ist die Bedienung eines Computers im Vergleich zu einer konventionellen Tastatur deutlich schwieriger, da die Überwindung des Druckpunkts nicht sicherstellt, dass der Tastendruck vom Gerät erkannt wurde. Außerdem sind die Tasten im Vergleich zu konventionellen Tastaturen kleiner und breiter als tief, so dass das Schreiben sehr umständlich ist. IBM stellte diesen Mangel im Folgemodell des PCjr ab, aber der Begriff der Kaugummitastatur ist bei fehleranfälligen Tastaturen noch heute verbreitet.